# Old Bakau
Old Bakau (Schreibvariante: Bakau Old Town; Namensvariante: Bakau Wasulun Kunda und Cape Point) ist ein Ortsteil der Gemeinde Kanifing (englisch Kanifing Municipal) im westafrikanischen Staat Gambia.
Der Ortsteil liegt im Norden der Gemeinde und gehört zum Ort Bakau. Bei der Volkszählung von 1993 wurde Old Bakau (als Bakau Wasulun Kunda) als eigener Ort mit 2.195 Einwohnern gelistet.

## Geographie
Zu Old Bakau gehört das Gebiet um den Cape St. Mary im Norden des Ortes an der Küste des Atlantischen Ozeans. Im Westen schließt sich der als Naturschutzgebiet geschützter Mangrovenwald Tanbi Wetland Complex an. Im Westen liegt benachbart der Ortsteil Bakau New Town, die Grenze bildet die Sait Matty Road.